# 5272 Дікінсон
5272 Дікінсон (5272 Dickinson) — астероїд головного поясу, відкритий 30 серпня 1981 року.
Тіссеранів параметр щодо Юпітера — 3,626.